# ТК-13
ТК-13 — советский и российский тяжёлый атомный ракетный подводный крейсер стратегического назначения проекта 941 «Акула». Четвёртый корабль в серии. С 1985 по 1998 год входил в состав Северного флота ВМФ СССР и России, утилизирован в 2008—2009 годах в рамках программ «Глобальное партнёрство» и «Совместное уменьшение угрозы».

## История строительства
Приказом штаба Северного флота от 11 февраля 1983 года было начато формирование экипажа для четвёртого подводного крейсера проекта 941. Корабль был заложен в цехе № 55 на Севмаше 23 февраля 1982 года под заводским номером 724. 19 января 1983 года зачислен в списки кораблей ВМФ под обозначением К-13, к осени 1983 года было завершено формирование первого экипажа под командованием Н. М. Бибика, к концу 1984 года были сформированы второй экипаж и 606-й технический экипаж. Позднее корабль был переименован в ТК-13.
30 апреля 1985 года корабль был выведен из дока и спущен на воду, 26 декабря того же года вступил в строй под командованием В. Н. Бритшева, так как первый командир первого экипажа был списан по состоянию здоровья.

## История службы
28 декабря 1985 года ТК-13 прибыл в место постоянного базирования в Западную Лицу, до конца года экипажи вели отработку и сдачу учебных задач. 15 февраля 1986 года корабль был зачислен в состав Северного флота, вошёл в состав 18-й дивизии подводных лодок с базированием на губу Нерпичья, 24 февраля приказом командующего Северного флота ТК-13 включён в состав сил постоянной готовности.
В июле-сентябре 1986 года находился на боевой службе с первым экипажем.
В 1987 году второй экипаж на ТК-13 (командир — Ю. П. Колотюк) отработал подлёдное плавание с ракетной стрельбой. В мае-июле 1987 года прошёл ремонт для устранения замасливания системы воздуха высокого давления. До конца года крейсер с первым экипажем совершил боевую службу.
2 октября 1987 года на корабле побывал М. С. Горбачёв.
В 1989 году ТК-13 завоевал приз Главкома ВМФ по ракетной подготовке. С ноября 1987 по январь 1988 года ТК-13 находился на боевой службе.
В августе 1989 года второй экипаж в ходе учений по нанесению ответного ракетного удара выполнил стрельбу двумя ракетами из положения на грунте.
В 1990 году ТК-13 с первым экипажем совершил боевую службу, в ходе которой выполнил покладку на грунт. Летом 1990 года ТК-13 прошёл плановый ремонт с докованием в ПД-50 в Росляково.
С 1991 года в связи с небольшим оставшимся ресурсом активной зоны реакторов ТК-13 исключён из графика боевых патрулирований.
В 1997 году ТК-13 с экипажем ТК-20 на борту (командир — капитан 1 ранга А. С. Богачёв) первым из кораблей своего проекта произвёл залповую стрельбу полным боекомплектом с целью утилизации отслуживших свой срок ракет методом подрыва в воздухе. Одна из ракет не вышла из шахты. Затем, в связи с отсутствием нового боезапаса, ТК-13 был выведен в резерв, в 1998 году исключён из состава ВМФ, поставлен на отстой в губе Нерпичья (г. Заозёрск).
С 2006 года готовился к утилизации, контракт был подписан 15 июня 2007 года. Выгрузка отработанного ядерного топлива из реакторов корабля завершилась в марте 2008 года. 3 июля 2008 года в док-камере на «Звёздочке» была начата механическая разделка корпуса. Финансирование осуществляется при участии США и Канады в рамках программ «Глобальное партнёрство» и «Совместное уменьшение угрозы». Работы по формированию шестиотсечного блока завершились в мае 2009 года. В августе 2009 года шестиотсечный блок был переведен из Северодвинска на Кольский полуостров. В 2018—2019 год шестиотсечный блок разделан до двух одноотсечных реакторных блоков, которые установлены на берегу в пункте долговременного хранения «Сайда» в Сайда-Губе.

## Командиры
Для ТК-13 как и для остальных кораблей проекта были сформированы два «боевых» экипажа и технический экипаж, кроме того на нём выполняли боевые службы экипажи других однотипных кораблей. В 1993—1994 годах 606-й технический экипаж работал на ТК-12 и ТК-13, а в 1994 году был расформирован. В 1997 году был расформирован второй «боевой» экипаж.

### Первый экипаж
1. Н. М. Бибик 1983—1985
2. В. Н. Бритшев 1985—1988
3. С. В. Ефименко 1988—1992
4. А. В. Петров 1992—1995
5. Ю. Ю. Перов 1995—1998
6. А. В. Покрасов 1998—2000
7. Ю. Н. Галынин 2000—2007

### Второй экипаж
1. Ю. П. Колотюк 1984—1992
2. В. А. Безручко 1992—1997

### 606-й технический экипаж
1. А. В. Семичев 1985—1988
2. В. М. Пастухов 1988—1992